# توماس درودا
توماس درودا (انگلیسی: Thomas Deruda؛ زادهٔ ۱۳ ژوئیهٔ ۱۹۸۶) بازیکن فوتبال اهل فرانسه است.
از باشگاه‌هایی که در آن بازی کرده‌است می‌توان به باشگاه فوتبال المپیک مارسی، باشگاه ورزشی آمیان، باشگاه ورزشی مون‌پلیه، و باشگاه فوتبال آژاکسیو اشاره کرد.